# Miedziowce
| Grupa → | 11 IB  |
| ↓ Okres |        |
| ------- | ------ |
| 4       | 29 Cu  |
| 5       | 47 Ag  |
| 6       | 79 Au  |
| 7       | 111 Rg |

Miedziowce – pierwiastki chemiczne znajdujące się w 11 (daw. IB lub I pobocznej) grupie układu okresowego. Należą one do grupy metali przejściowych. Są to: miedź (Cu), srebro (Ag), złoto (Au) i roentgen (Rg).

Miedziowce
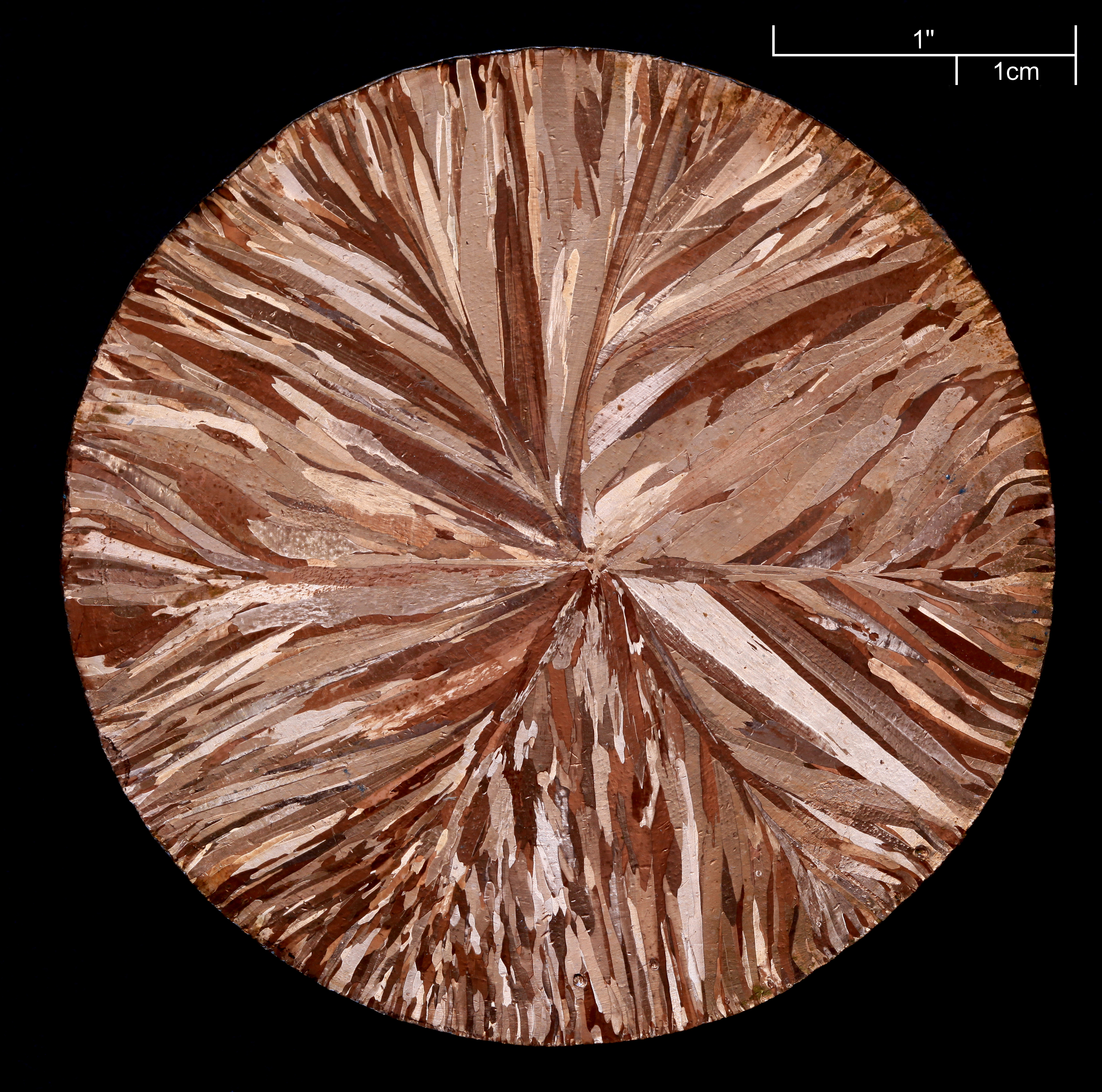
miedź
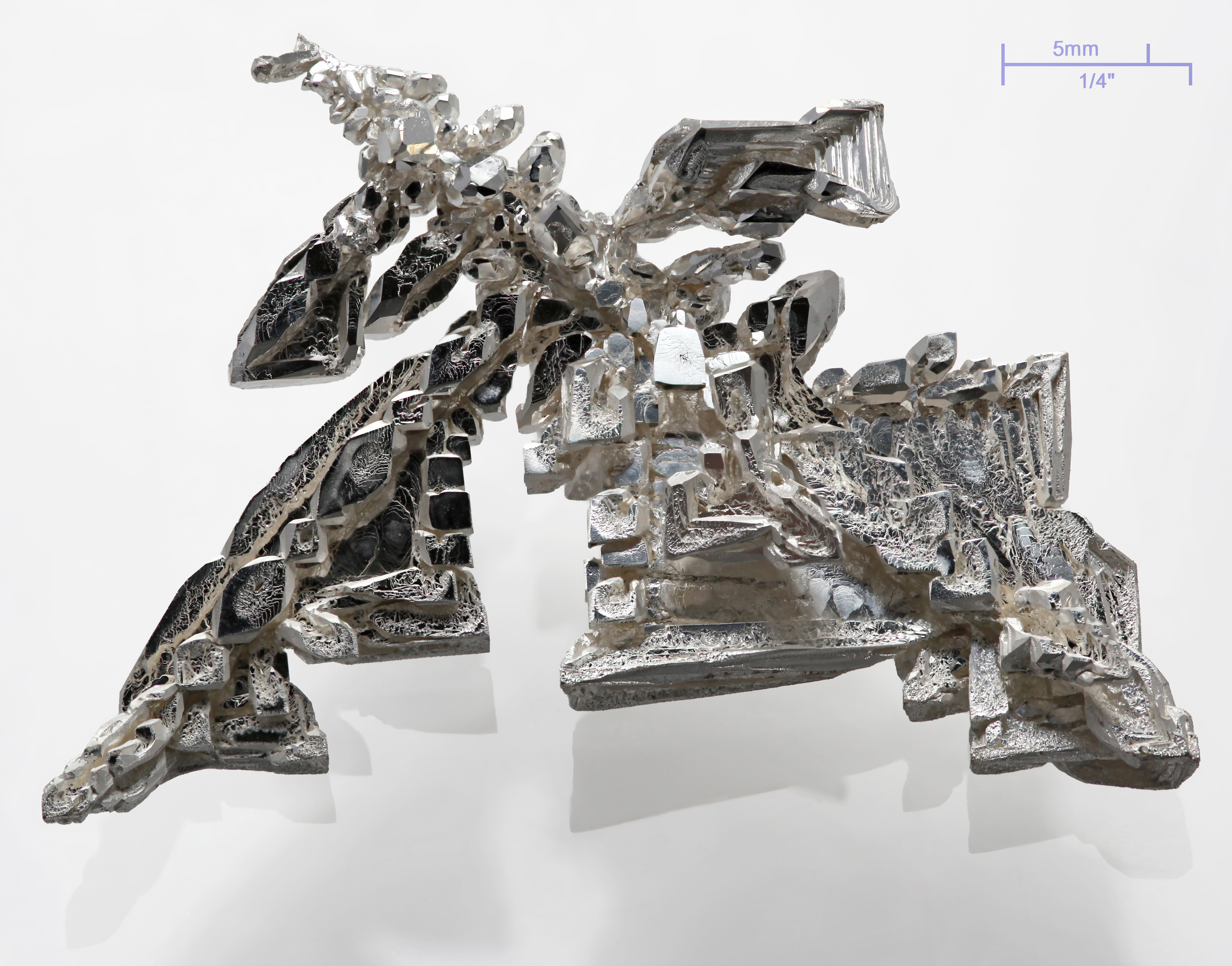
srebro
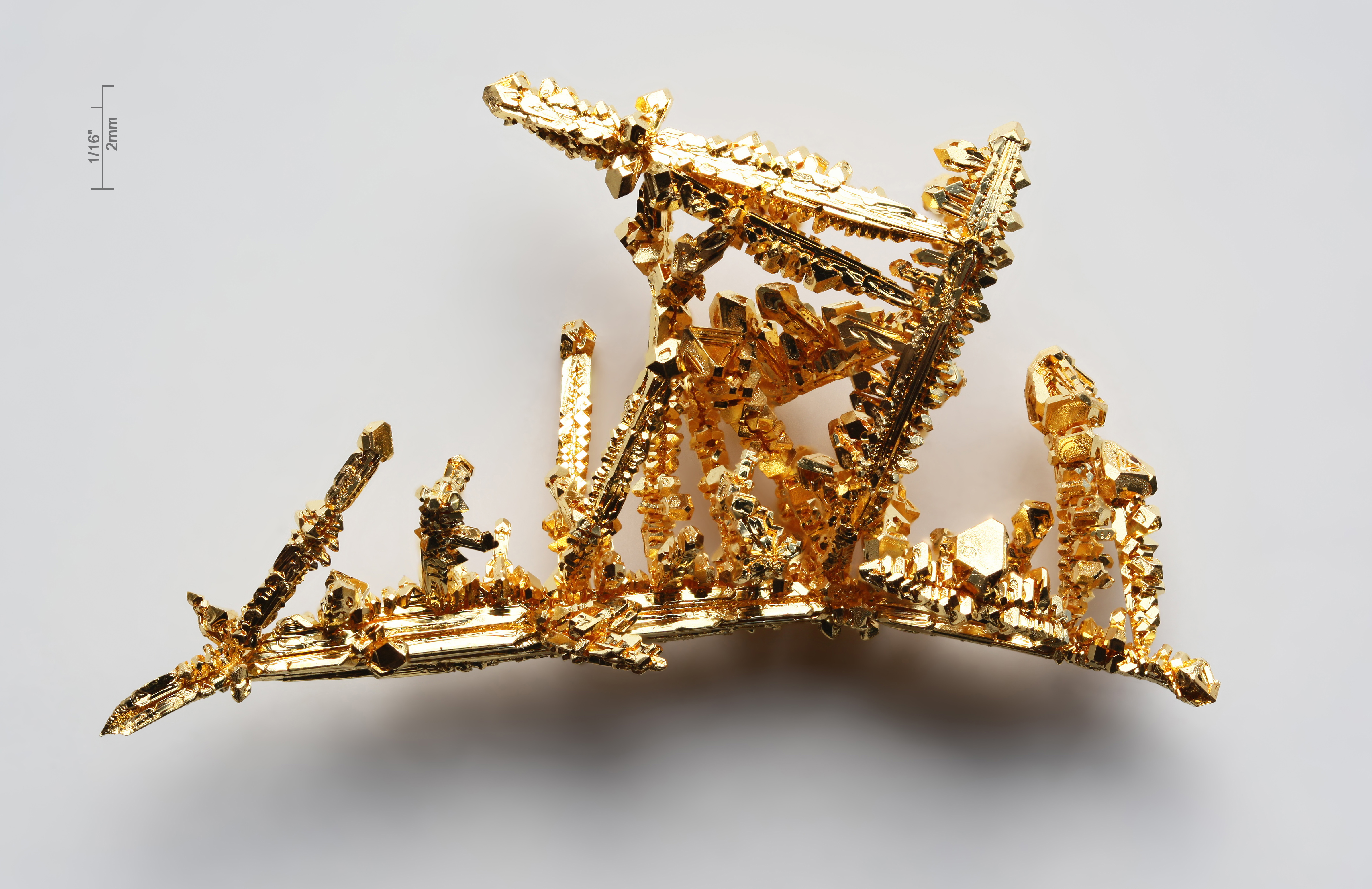
złoto

## Właściwości
Miedziowce wykazują niską reaktywność chemiczną. Złoto i srebro są metalami szlachetnymi, a miedź - metalem półszlachetnym. Mają dodatnie potencjały standardowe, nie roztwarzają się w kwasach nieutleniających. Najmniej reaktywne jest złoto, które ulega roztworzeniu dopiero w tzw. wodzie królewskiej (mieszaninie kwasów azotowego i solnego). Tlenki i wodorotlenki mają charakter słabo zasadowy i są trudno rozpuszczalne w wodzie. Pierwiastki tej grupy charakteryzują się najwyższym przewodnictwem ciepła i prądu elektrycznego, ciągliwością i kowalnością.
Właściwości roentgenu nie są praktycznie znane, gdyż otrzymano bardzo niewiele atomów tego pierwiastka (po raz pierwszy w 1994). Najtrwalszym znanym izotopem jest 281Rg o czasie połowicznego rozpadu ~20 sekund.

## Zastosowanie
Miedziowce znane były ludziom od starożytności. Ze względu na swoje właściwości i trwałość są wykorzystywane jako środek płatniczy, do wytwarzania powłok ochronnych, w stomatologii, jubilerstwie i elektrotechnice.
| Z   | Pierwiastek | Liczba e- na powłokach elektronowych   |
| --- | ----------- | -------------------------------------- |
| 29  | Miedź       | 2, 8, 18, 1                            |
| 47  | Srebro      | 2, 8, 18, 18, 1                        |
| 79  | Złoto       | 2, 8, 18, 32, 18, 1                    |
| 111 | Roentgen    | 2, 8, 18, 32, 32, 17, 2 (przewidywana) |